# Guarino da Verona

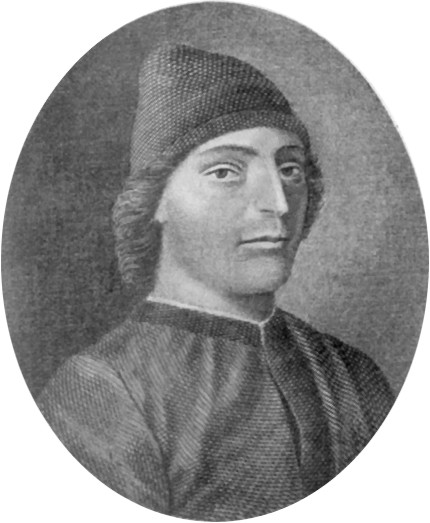
Guarino z Werony

Guarino z Werony lub Guarino Guarini (ur. 1374, zm. 14 grudnia 1460 w Ferrarze) – włoski humanista, filolog i pedagog.

## Życiorys
Urodzony w Weronie, uczył się w szkole Giovanniego z Rawenny. Studiował grekę w Konstantynopolu, gdzie przez pięć lat był uczniem Manuela Chryzolorasa.
Kiedy w 1408 powracał stamtąd do Italii, miał ze sobą dwie skrzynie cennych greckich manuskryptów (miało ich być 50), które udało mu się z wielkim trudem zdobyć. Mówi się, że jedną z nich stracił wskutek rozbicia się okrętu, co sprawiło, że osiwiał w ciągu jednej nocy. Po powrocie do Italii, zarabiał na życie jako nauczyciel języka greckiego i łacińskiego - we Florencji, Wenecji i Weronie. Kiedy w 1414 roku przybył do Wenecji towarzyszyła mu już tak wielka sława, że na jego powitanie wyległy tłumy wenecjan. Współczesny uczestnik tego wydarzenia pisze, iż zdawało się, że cesarz przyjeżdża do Wenecji, tyle ludzi wyszło na spotkanie słynnego uczonego. Z powodu zarazy w 1416 roku Guarino przeniósł się do rodzinnej Werony. Rajcy miejscy nie widząc innej możliwości przywiązania uczonego do Werony, postanowili go ożenić. Intryga udała się dzięki pomocy matki Guarina i ożeniono go z Taddeą Cendratą di Niccoli. Nieszczęśliwy humanista skarżył się później, że tak go omotano, że dał własną rękę. Guarino założył w Weronie prywatną szkołę, która szybko zyskała dużą popularność. Z powodu nawracających epidemii morowej zarazy musiał jednak trzykrotnie przenosić się w góry do Valpolicella, do majątku żony. Niedogodności te wykorzystał Mikołaj III d’Este, proponując Guarinowi przeniesienie się do Ferrary. Wprawdzie Werona nie chciała na to początkowo wyrazić zgody, jednak po dłuższych układach prowadzonych przez doradcę Mikołaja III, Giacoma Giglioli, w kwietniu 1429 roku Guarino przeprowadził się do Ferrary. Ponieważ i tam wybuchła w tym czasie zaraza musiał z początku przez osiem miesięcy tułać się po podferraryjskich wioskach z żoną, jedenaściorgiem dzieci, kilkorgiem służby i dziećmi Gigliolego, które ten powierzył opiece uczonego, obawiając się o ich zdrowie w Ferrarze. Ostatecznie zimą 1429 roku sześćdziesięcioletni Guarino zamieszkał na dobre w Ferrarze.

## Szkoła w Ferrarze

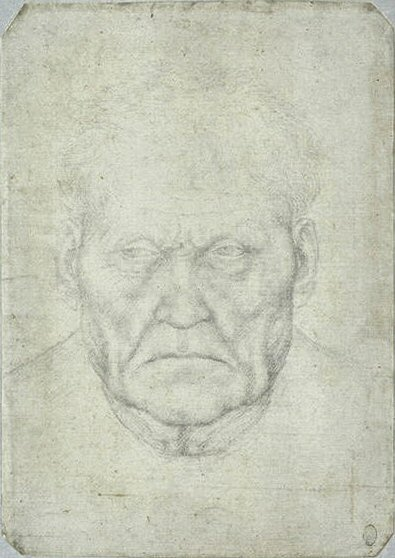
Głowa starego człowieka, prawd. Guarina z Werony. Rysunek Pisanella

Mikołaj III powierzył Guarinowi wykształcenie syna Leonella, naznaczając, świetną jak na owe czasy, pensję 350 dukatów rocznie. Guarino założył w Ferrarze szkołę z konwiktem, na wzór tej jaką w 1408 roku założył w Padwie Grek Barzizza, który sprowadziwszy dobrych nauczycieli, zapewnił sobie liczny udział młodzieży z bogatych rodzin weneckich, płacącej za naukę 40 skudów rocznego utrzymania. Guarino zajęty wykładami na Uniwersytecie i przeróżnymi obowiązkami, poświęcał młodzieży, która u niego mieszkała wieczory. Zapał do nauki był tak przemożny, że jak wspomina jeden z uczniów, zarówno on, jak i jego koledzy najczęściej uczyli się do północy, a już o trzeciej z rana wstawali, by dalej pracować. Inny uczeń Guarina opowiada w liście, że z taką rozkoszą oddaje się studiom humanistycznym, że nawet podczas ćwiczeń fizycznych nie rozstaje się z książką i przy każdej sposobności wraz z kolegami rozmawiają z nauczycielem o Grekach i Rzymianach.
Szkoła Guarina dzieliła się na trzy oddziały: na kurs elementarny, gramatykę i retorykę i miała za zadanie nauczyć młodzież po łacinie i po grecku, zapoznać ją ze starożytnymi autorami i wyrobić w niej giętkość umysłu, wprawiając ją w dyskusjach na najprzeróżniejsze tematy, od pospolitych po ściśle filozoficzne. Jednym z ulubionych tematów rozmów był spór o dziewiczość Dydony, którą to cnotę inaczej przedstawiała rzymska poezja, a inaczej historiografia. Guarino dbał, by młodzież była wesoła, bawiła się, dowcipkowała. Pomiędzy uczniami kwitła satyra, do której powody dawały niejednokrotnie panie profesorowe, chętne widzieć w którymś ze studentów przyszłego męża swojej córki. Mistrz dbał też o swoją powagę wobec młodzieży, zaproszony na bankiet odpowiedział, że stary człowiek jak on nie powinien hamować wesołego nastroju ich uczty.
Na początku XV wieku spory rozgłos pośród pedagogów zyskała wydana w 1404 roku książka Pierpaula Vergeria De ingenuis moribus ac liberalibus studiis ad Ubertinum Carrariensem, napisana jako podręcznik wychowania dla Ubertina, syna Franciszka Novella II, signora Carrary. Vergerio w swojej pracy oparł się na zasadach wychowawczych, które wyczytał u autorów greckich i rzymskich: Platona, Arystotelesa, Plutarcha, Cycerona i Kwintyliana. Zalecał by wychowanie oprzeć na nauce literatury, muzyki, rysunku i szermierki. Guarino rozwinął system Vergeria, dysponując swoim uczniom takie ćwiczenia ciała jak: polowania, pływanie i tańce (co było przeciwne zasadom Vergeria). Dbał też o wpojenie swoim uczniom zdrowych zasad moralnych i ich rozwój duchowy, dlatego też swych podopiecznych codziennie rano prowadził na mszę do kościoła.

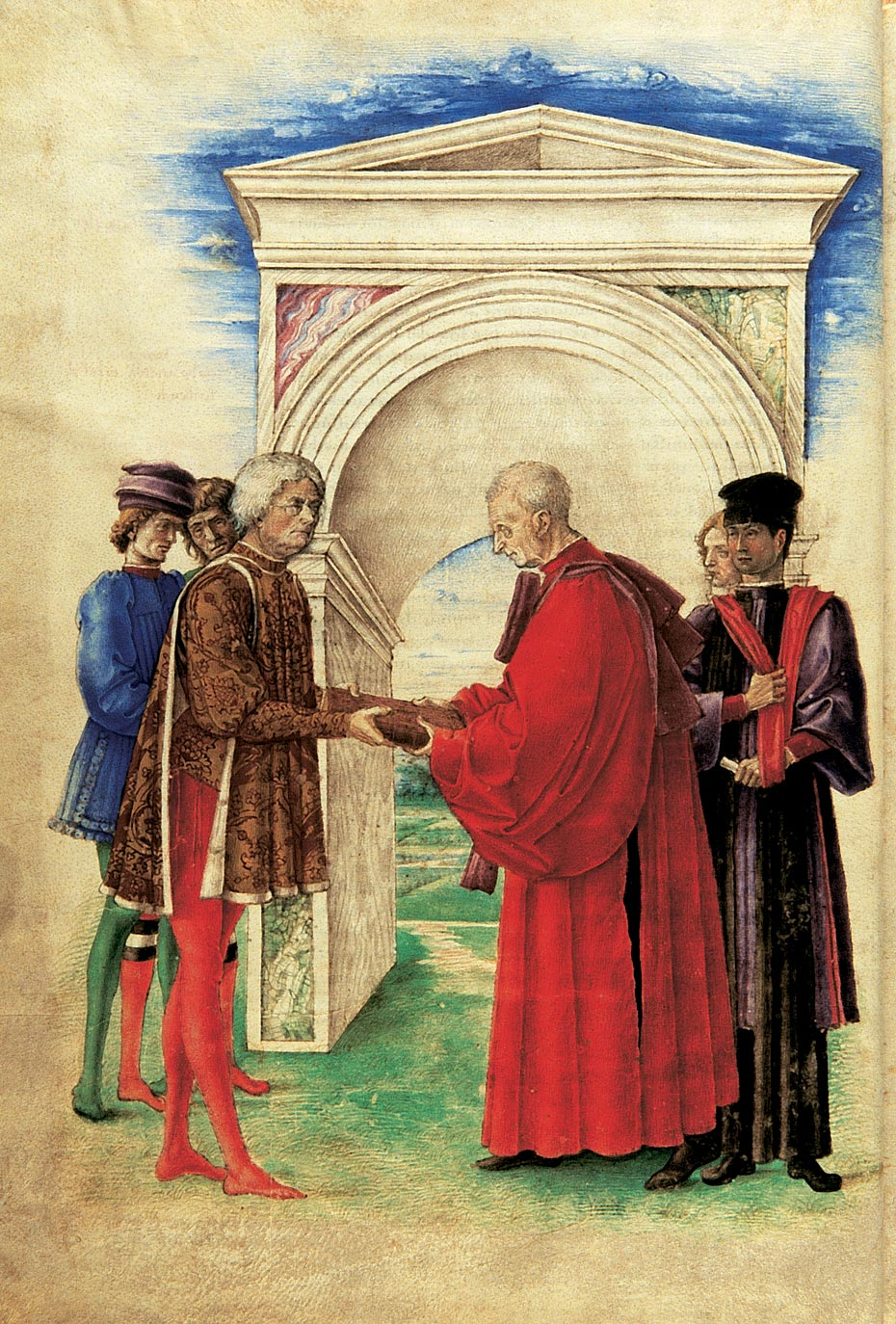
Guarino przekazujący tłumaczenie Strabona na ręce Jacopa Marcella

Do jego szkoły przyjeżdżała młodzież z Anglii, Francji, Niemiec, Polski i Węgier. Giovanni di Cisinga zwany Pananiuszem został przywieziony do szkoły gdy miał trzynaście lat i pozostał w niej do ukończenia dwudziestu czterech lat. Często wykładom Guarina przysłuchiwali się również ludzie dorośli, w tym dygnitarze ferraryjscy.
Zakład Guarina był drugą tego typu placówką po założonej w 1425 roku w Mantui szkole Vittorina della Feltre.
Do przyjaciół Guarina należał znany włoski malarz Vittorio Pisano zwany Pisanello, który od 1435 roku wielokrotnie gościł u niego w Ferrarze.
W 1438 roku i w latach następnych Guarino występował jako tłumacz z greckiego na soborze w Ferrarze i we Florencji. Zmarł w Ferrarze w roku 1460.

## Twórczość
Jego główne dzieła to tłumaczenia Strabona i niektórych Żywotów Plutarcha, kompendium gramatyki greckiej Chrysolorasa i seria komentarzy do Persjusza, Juwenalisa, Marcjalisa i niektórych pism Arystotelesa i Cycerona.
Pozostawił też po sobie mowy i listy oraz trochę utworów wierszowanych, w tym cztery epitafia na śmierć Mikołaja III. Nie przedstawiają one jednak większej wartości, będąc przejawem typowej dla tego okresu literatury dworskiej.